# Подланишче
Подланишче (словен. Podlanišče, итал. Podlaniscia) је насељено место у општини Церкно, Горишка регија, Словенија.

## Историја
До територијалне реорганизације у Словенији биле су у саставу старе општине Идрија.

## Становништво
У попису становништва из 2011. године, Подланишче су имале 144 становника.
| Број становника према пописима | Број становника према пописима | Број становника према пописима |
| ------------------------------ | ------------------------------ | ------------------------------ |
| 1991                           | 2002                           | 2011                           |
| 133                            | 146                            | 144                            |